# Raja Alem

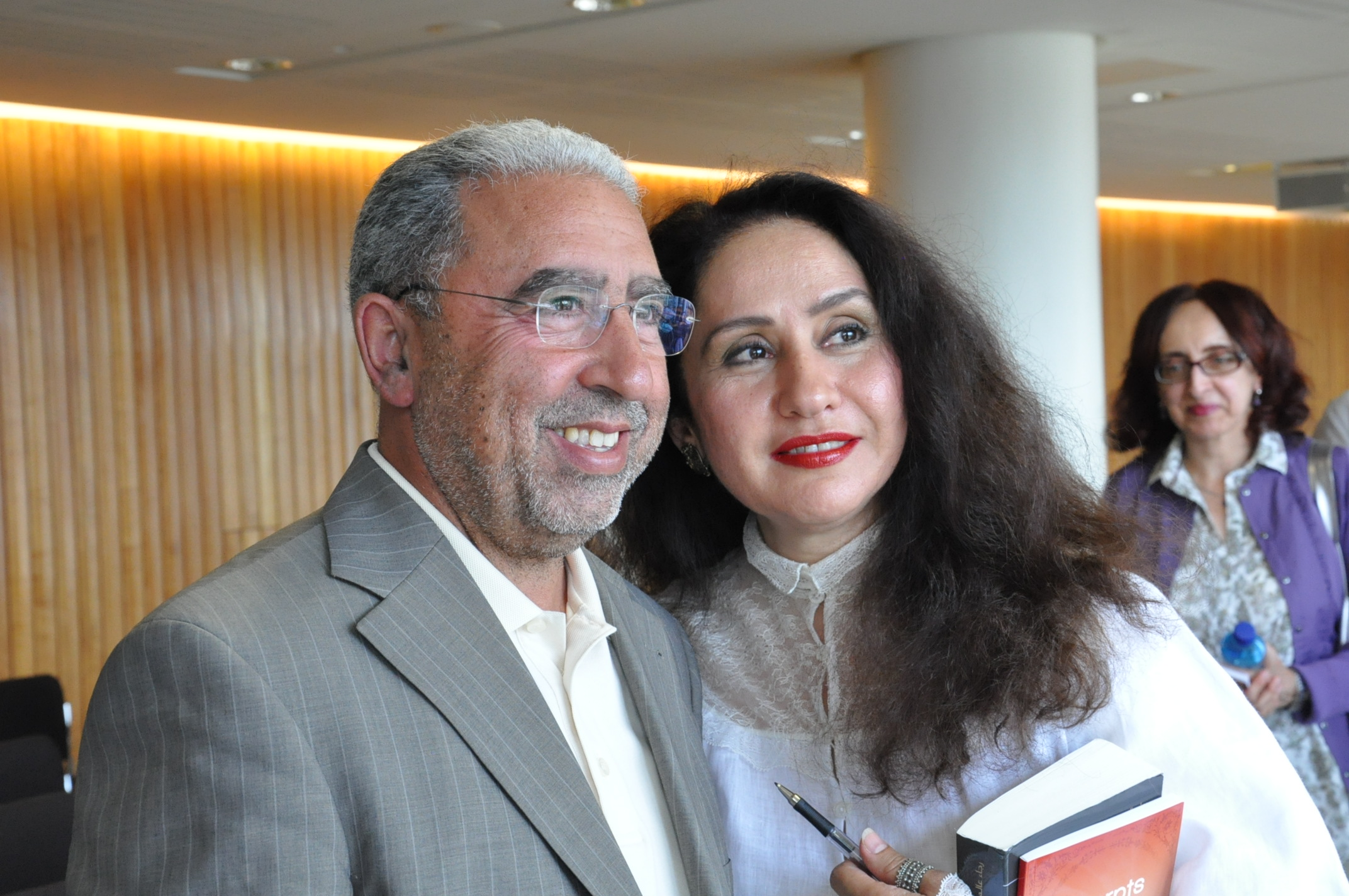
Mohammed Achaari och Raja Alem på London Literature Festival 2011.

Raja Alem, född 1970 i Mekka, är en saudiarabisk författare.
Alem studerade engelsk litteratur vid universitetet i Jidda. Hon publicerades först i dagstidningen Riyadh, och skrev utöver detta experimentella pjäser för teatern. Hennes debutroman Arba’a sifr kom 1991, och hon blev känd för en större publik med Tariq al-Harir (1995). Hennes tidiga romaner skrevs i en komplex, traditionell arabisk stil och hämtade stoff från den saudiska regionen Hejaz historia, myter och sagor samt från förislamsk tid. Med romanerna Khatim (2001) och Sitr (2005) förändrades hennes stil och blev mer lättillgänglig.
Alem är flerfaldigt prisbelönad, bland annat har hon vunnit International Prize for Arabic Fiction (2011), Lebanese Literary Club Prize (2008) och Arabic Women’s Creative Writing Prize (2005). Hon är översatt till engelska och spanska, och är medlem av Internationella PEN-klubben.